# Brita Zippel
Brita Zippel, también llamada Britta Sippel (ejecutada el 29 de abril de 1676) fue una presunta bruja sueca, apodada "Näslösan", una de las figuras más famosas de la gran histeria de brujas llamada "Det Stora oväsendet" ("El gran ruido") que estalló en Suecia entre 1668 y 1676, y la más conocida de la ciudad de Estocolmo. Junto con su hermana Anna Zippel, es probablemente la bruja más famosa de la historia sueca.

## Trasfondo
Brita Zippel nació en una familia rica. Su padre, que era de ascendencia alemana y maestro de deportes de pelota, fundó el "Lilla Bollhuset", un edificio de deportes para las clases altas. Sus dos hermanos eran instructores de deportes de los caballeros de la corte y del rey, Carlos XI.
En 1659, con alrededor de 30 años, se casó con un maestro ladrillero llamado Galle y tuvo dos hijos. Brita tenía fama de ser temperamental y tener poco autocontrol. A su marido le habían aconsejado que no se casara con ella. Su propia hermana, Anna, le dijo que su hermana era una "mujer malvada ". Le dijeron que Brita era la clase de persona que "ponía pasteles bajo la olla cuando cocinaba", lo que significaba que utilizaba hechicería. Su marido tenía una carrera prometedora cuando se casaron, pero después de aproximadamente cuatro años, padeció terriblemente de sífilis, que lo confinó en cama y le arruinó financieramente. Para 1675, su marido estaba loco. La sífilis en fase terminal provoca demencia. No figuraba en la lista pública de su gremio desde 1673, y su familia vivía en la pobreza.
Brita fue apodada "Näslösan" (Sin nariz), porque la enfermedad le hizo perder a su marido la nariz. Sobrevivió mayormente de la caridad de su hermana, Anna Zippel. Sus hermanos, los instructores de deportes de la corte, ya no trataban a ninguna de las dos como hermanas debido a una disputa sobre una herencia. Sus niños se quedaron mendigando en las calles. Su falta de autocontrol provocaba muchas discusiones, lo que llevó a los vecinos a rehuirla. Su anterior pertenencia a una clase social diferente ya de por sí habría sido causa de sospecha.
Brita Zippel fue juzgada por brujería tres veces: en 1668, en 1674, y en 1675. En 1668 el maestro marinero Cornelius la acusó de haber maldecido su barco, y de que Satanás lo tirara de su caballo tres veces. Fue absuelta, ya que él no pudo presentar ninguna prueba y la reputación de ella no era todavía tan mala. El tribunal multó a Cornelius por calumnia. En 1674, una joven la acusó de brujería, pero el tribunal volvió a dejarla libre, por considerar que la testigo estaba loca. Por este tiempo, el periodo de los juicios de brujas suecos había empezado tras la acusación de Märet Jonsdotter. En 1670, las iglesias empezaron a utilizar la "oración de brujas", y en 1675, el verdadero frenesí brujeril llegó a Estocolmo. Brita fue naturalmente la primera mujer de la que se habló como bruja.

## Juicio
Inspirados por el chico de Gävle, Johan Johansson Griis, algunos niños reclamaron que habían sido secuestrados y llevados al sabbat de Satanás en Blockula por brujas, poniendo histéricos a sus padres. Se establecieron casas vigiladas para proteger a los niños, y el nombre de Brita se convirtió en el más mencionado, junto con su hermana y la amiga de su hermana Anna Månsdotter. Los niños afirmaron que las dos hermanas y Månsdotter les atacaron en las casas vigiladas por la noche. Los padres corrieron en todas direcciones donde los niños señalaban y cortaron las paredes a hachazos en busca de las brujas. Un padre mostró los cabellos— más tarde mostrados en la corte— que reclamó haber cortado a Brita. Los padres apelaron a las autoridades, que formaron una comisión especial para investigar. Brita reaccionó a los rumores con rabia. Persiguió por las calles a los niños que difundían los rumores, abofeteándoles y diciéndoles que se fueran al infierno. Esto no ayudó a su causa.
La comisión trajo a los hijos de Brita Zippel y su hermana Anna para ser interrogados. Delante de sus madres, dijeron que su madre y su tía les llevaban a menudo a Satán. Brita Zippel reaccionó atacando a su hermana con rabia.
Los rumores sobre Brita Zippel aumentaron. La comisión la trajo repetidamente para ser interrogada. Cuando un barco ardió en el puerto, las personas la culparon de la pérdida de vidas. Los rumores decían que visitaba el patíbulo por la noche para robar la ropa de los ahorcados. Los niños reclamaron que la habían visto jugando a los dados con su hermana en Blockula para decidir cuál de ellas prendería fuego al palacio real, y Brita ganó. Cuando se quedó en casa en lugar de ir a uno de los interrogatorios, los niños reclamaron que estaba cansada después de haber sido azotada por el Diablo. Cuando las autoridades la examinaron, vieron una mancha en su espalda. Posteriormente, un médico la examinó y confirmó que  tenía fiebre y que no podía encontrar ninguna marca, pero el daño ya estaba hecho.
Brita Zippel no se defendió contra el testimonio de sus hijos. Aunque hostil hacia otras personas, era muy cariñosa con sus hijos, y nunca les culpó por sus acusaciones. Además, sus hijos mencionaban más a su tía Anna que a su madre. Reclamaron que su tía les llevaba a Satán cuando su madre era incapaz, y tuvieron que ser presionados para confirmar las acusaciones anteriores contra su madre. El tribunal presionó a la hija de Brita, Annika, para que confirmara que había visto a su madre incendiar el barco. Testificó de tan mala gana que intentó acusar a un miembro del tribunal, Frank, y al alcalde, Thegnér, de brujería. Cuando Brita preguntó a su hija Annika por qué nunca le había dicho nada de esto, ella contestó que su tía la había amenazado. Brita entonces atacó a su hermana. También le dijo a su hija que con mucho gusto moriría por ella. Cuando fue llevada a prisión, dijo: "Ahora sé lo difícil que es ser padre! Soy una terrible pecadora, pero nunca he practicado brujería!".
Durante el juicio, no pudo controlar su rabia ante las acusaciones. A diferencia de su hermana Anna, famosa por su defensa verbal y orgullosa, y Anna Månsdotter, que hizo tambalear su caso al mantener la dignidad, Brita provocó al tribunal. Maldijo a los testigos, y llevó un cuchillo a la sala cuando fue a atestiguar una mujer con la que se había peleado. Cuando le preguntaron porque llevaba un cuchillo en su manguito, contestó que prefería ser ejecutada como culpable de asesinato que como inocente de brujería.
Admitió que había pecado contra los mandamientos de la biblia por trabajar en días festivos debido a su pobreza. Los casos anteriores en su contra, en 1668 y 1674, fueron también tenidos en cuenta. El chico de Gävle fue traído de prisión para afrontarla.
El tribunal condenó a muerte a Brita Zippel, su hermana Anna, y a Anna Månsdotter el 24 de abril. Fue sentenciada con las palabras: "Brita Zippel no puede ser absuelta sino que será decapitada y su cuerpo bien merecidamente quemado como advertencia para otros, y como justicia." 

## Ejecución
La ejecución tuvo lugar en la plaza de Hötorget, en la ciudad de Estocolmo el 29 de abril de 1676. Las tres condenadas actuaron de distinta manera. Anna Månsdotter se suicidó antes de la ejecución, aunque su cuerpo fue igualmente decapitado y quemado públicamente. Anna Zippel se mantuvo pasiva e insensible. Brita Zippel, sin embargo, no fue tranquila a su ejecución.
Durante todo el camino, sacudió sus cadenas y se burló de la multitud. Maldijo a todo el mundo desde la Casa Real y los jueces a los guardias de la prisión, al público, y a cualquiera que hubiera venido a mirar su ejecución. Les dijo a todos los presentes que se cuidaran— pues no era una bruja? Incluso si el verdugo quemaba su cuerpo y clavaba su cabeza decapitada en una estaca, volvería para vengarse. Si pensaban que tenía miedo, estaban equivocados; Satanás la había hecho insensible a todo dolor. Podían hacer lo que quisieran, quemarla, cortar su cuerpo en pedazos, y ella no sentiría nada, pero que no dudaran de su venganza— con la ayuda de Satanás. El sacerdote, miembro de la comisión especial, trató de que se arrepintiera y comulgara, pero se negó. Si fuera verdaderamente una bruja, seguiría siéndolo. Regresaría como un diablo fantasma de Satanás para atormentar a la congregación de Katarina, y el primero sería el sacerdote.
Exigió un trago, lo que, según una vieja costumbre, era un derecho del condenado. Uno de los ayudantes del verdugo se adelantó con una botella. La tomó y bebió, y habría acabado la botella entera si el verdugo no hubiera señalado 'basta!'. Le quitaron la botella a la fuerza, para que el verdugo tuviera su parte.
Entonces, ella y su hermana fueron subidas a la pira. El verdugo pidió a sus ayudantes que empezaran con ella, ya que su hermana permanecía tranquila y pasiva. Les dijo que la sujetaran firmemente, para preservar su reputación. Pataleó y chilló sobre la venganza, maldiciendo y luchando a cada paso. Finalmente se necesitaron cuatro hombres para subirla sobre la pira. Una vez arriba, tres se le sentaron encima para sujetarla, un cuarto tiró de su cabello para exponer su cuello, y un quinto luchó por que mantuviera la cabeza baja. El verdugo apuntó y golpeó. El público vitoreó el golpe perfecto que hizo caer la cabeza rodando. Su hermana fue rápidamente ultimada, y luego el cadáver de Anna Månsdotter también fue decapitado. Las tres cabezas clavadas en estacas y los cuerpos atados a escaleras fueron arrojados al fuego.
El mismo día que Brita fue ejecutada, su hija Annika había ido al sacerdote y le contó que había mentido, que su madre no era una bruja y que no tenía que ser ejecutada, pero el sacerdote le dijo que callara. Después de que los juicios por brujería fueron declarados falsos tras las investigaciones de Urban Hjärne y Eric Noraeus, los testigos fueron acusados de perjurio. Annika fue azotada, y murió el día de Navidad de 1676, posiblemente debido al azotamiento, a la edad de quince años.